# Prazdnik
Prazdnik (russisk: Праздник) er en russisk spillefilm fra 2001 af Garik Sukatjov.

## Medvirkende
- Masha Oamer som Nastja
- Aleksandr Balujev som Jelisej
- Ksenija Katjalina
- Sasja Koroljov som Genka
- Sergej Batalov som Sasja